# Équipe cycliste masculine Arkéa-B&B Hotels
Cet article concerne l'équipe masculine. Pour l'équipe de développement, voir Équipe cycliste continentale Arkéa-B&B Hotels. Pour l'équipe féminine, voir Équipe cycliste féminine Arkéa-B&B Hotels.
L'équipe cycliste masculine Arkéa-B&B Hotels (officiellement Team Arkéa-B&B Hotels) est une équipe française de cyclisme professionnel sur route. Elle est dirigée par Emmanuel Hubert et a été créée en 2005. Elle porte ce nom depuis 2019, succédant à Bretagne-Jean Floc'h, Bretagne-Séché Environnement, Fortuneo-Vital Concept, Fortuneo-Oscaro, puis Fortuneo-Samsic et Arkéa-Samsic. Créée en 2005, sous le nom de Bretagne-Jean Floc'h, elle est renommée Bretagne Armor Lux en 2007, avant de devenir Bretagne-Schuller en 2009. Elle obtient le statut d'équipe continentale professionnelle en 2011. En 2013, l'équipe porte le nom Bretagne-Séché Environnement et participe l'année suivante à son premier Tour de France. Fortuneo devient sponsor principal entre 2016 et 2018, puis est remplacé par Crédit mutuel Arkéa en 2019.
Arkéa et B&B Hotels confirment le 25 Juin 2025 mettre un terme à leur sponsoring de l'équipe le 31 décembre 2025.
Le siège social et administratif est situé à Bruz, en Ille-et-Vilaine. Depuis 2023, elle a le statut d'UCI WorldTeam.

## Historique
Bretagne-Séché Environnement est la suite de l'équipe amateur créée par Jean Floc'h. Cet industriel breton s’investit dans le cyclisme dès 1994.

### 2005-2010: équipe de troisième division
En 2005, l'équipe devient Bretagne-Jean Floc'h, une équipe continentale au financement de laquelle participe la région Bretagne. En 2008, David Le Lay, auteur d'un remarquable début de saison, est prêté pour participer au Tour de France avec l'équipe Agritubel. En 2009, lors du championnat de France sur route qui a lieu en Bretagne, Dimitri Champion s'impose, en bénéficiant du travail de son coéquipier et partenaire d'entraînement Jean-Marc Bideau. En 2010, le constructeur auto Schuller rejoint l'équipe en tant que sponsor. L'équipe remporte pour la première fois le classement par équipes de la Coupe de France.

### 2011-2022: progression régulière de l'équipe en deuxième division

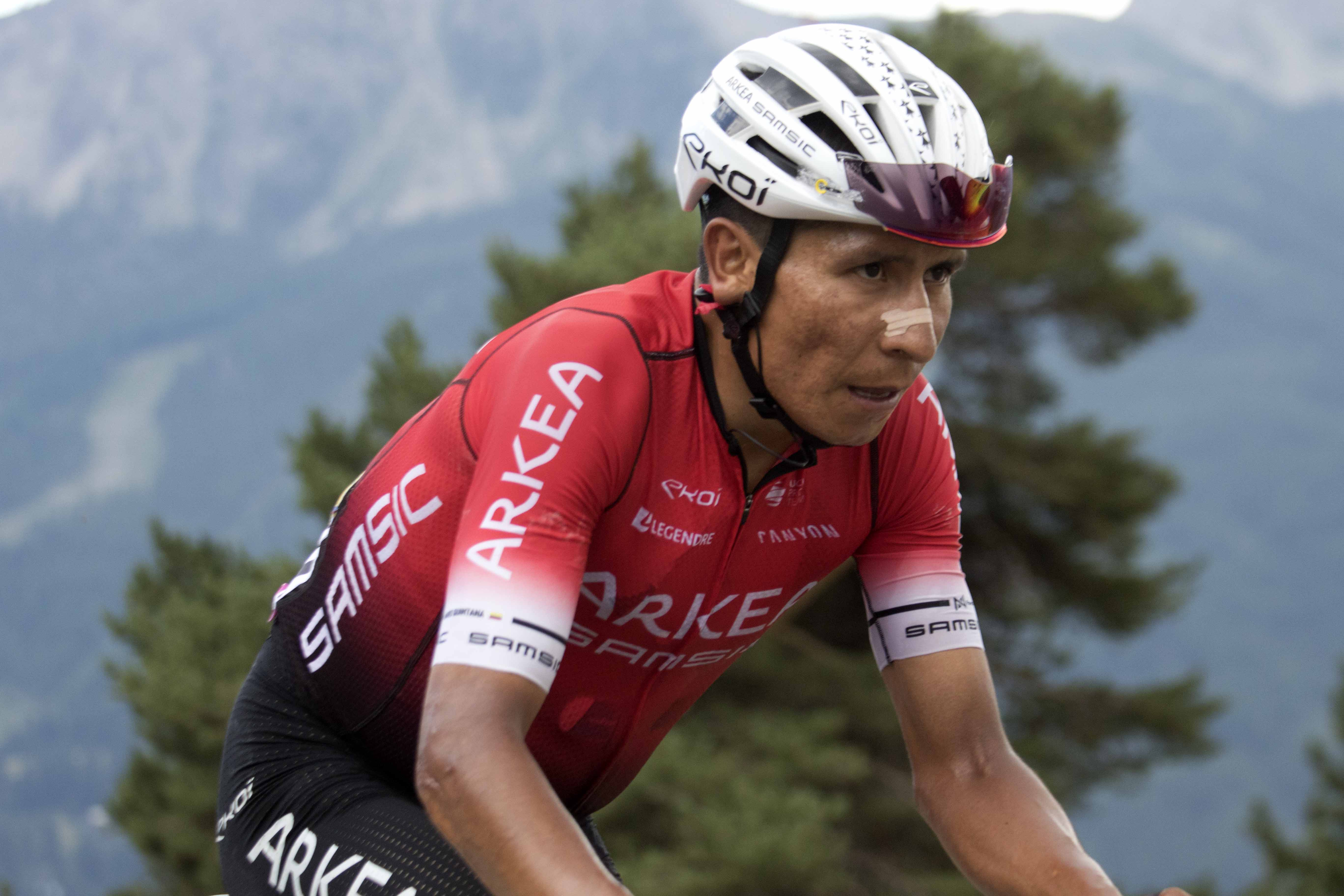
Nairo Quintana durant le Tour de France 2022

En 2011, sous le nom de Bretagne-Schuller, la formation obtient une licence d'équipe continentale professionnelle, la deuxième division du cyclisme international. Cela lui permet d'être candidate aux invitations pour les courses du World Tour, notamment le Tour de France.
En 2012, 2014, 2015 et 2017, l'équipe remporte à nouveau la Coupe de France par équipes. En 2013, la formation prend le nom de Bretagne-Séché Environnement.
Début 2014, Emmanuel Hubert devient le manager général de l'équipe, à la suite de la démission de Joël Blévin, il la dirigeait depuis 2008. Cette même année, l'équipe reçoit pour la première fois une invitation pour participer au Tour de France. Le 27 juillet 2015, il est annoncé que l'équipe change de nom en 2016 pour devenir Fortuneo-Vital Concept. Les entreprises Fortuneo et Vital Concept se sont engagées pour une durée de trois ans. Emmanuel Hubert, manager général, déclare : « Cette nouvelle étape dans l’histoire de notre équipe prendra appui sur le travail effectué ces dernières années et un objectif clair : viser plus haut en termes de performances sportives ». Le communiqué indique également qu'il est prévu de créer une équipe de réserve.Le 6 août, il est annoncé que le VC Pays de Loudéac devient l'équipe de réserve de Fortuneo-Vital Concept à partir de 2016.
À compter du 1er juillet 2017 et du Grand Départ du Tour de France donné cette année-là depuis Düsseldorf, l'équipe continentale professionnelle devient Fortuneo-Oscaro, à la suite du partenariat entre Oscaro et l'équipe cycliste initié au début de la saison 2016. En 2018, la société de service aux entreprises Samsic, basée en Ille-et-Vilaine, remplace Oscaro en tant que co-sponsor.
En 2019, l'équipe est renommée Arkéa-Samsic, du nom du groupe bancaire mutualiste Arkéa, propriétaire de Fortuneo. Warren Barguil devient champion de France. La même année, l'équipe fait partie des équipes qui postulent à la catégorie World Tour pour les saisons 2020 à 2022, mais sa candidature n'est pas retenue.
Entre 2020 et 2022, le grimpeur colombien Nairo Quintana (ancien vainqueur du Giro et de la Vuelta) est membre de l'équipe. Son passage est marqué par 11 succès, dont une étape de Paris-Nice en 2020. En  raison de deux contrôles positifs au tramadol, il est disqualifié du Tour de France 2022 et n'est pas conservé à l'issue de la saison. Toujours en 2022, Warren Barguil remporte une étape de Tirreno-Adriatico et Nacer Bouhanni se classe troisième de la Classic Bruges-La Panne. Il s'agit du premier podium de l'équipe sur une classique World Tour. Grâce à ces résultats et notamment les performances de Quintana, Barguil et Hugo Hofstetter entre 2020 et 2022, Arkéa-Samsic obtient une licence World Tour pour les saisons 2023 à 2025, en décrochant la 18e et dernière place au classement UCI.

### 2023-2025: trois saisons en World Tour

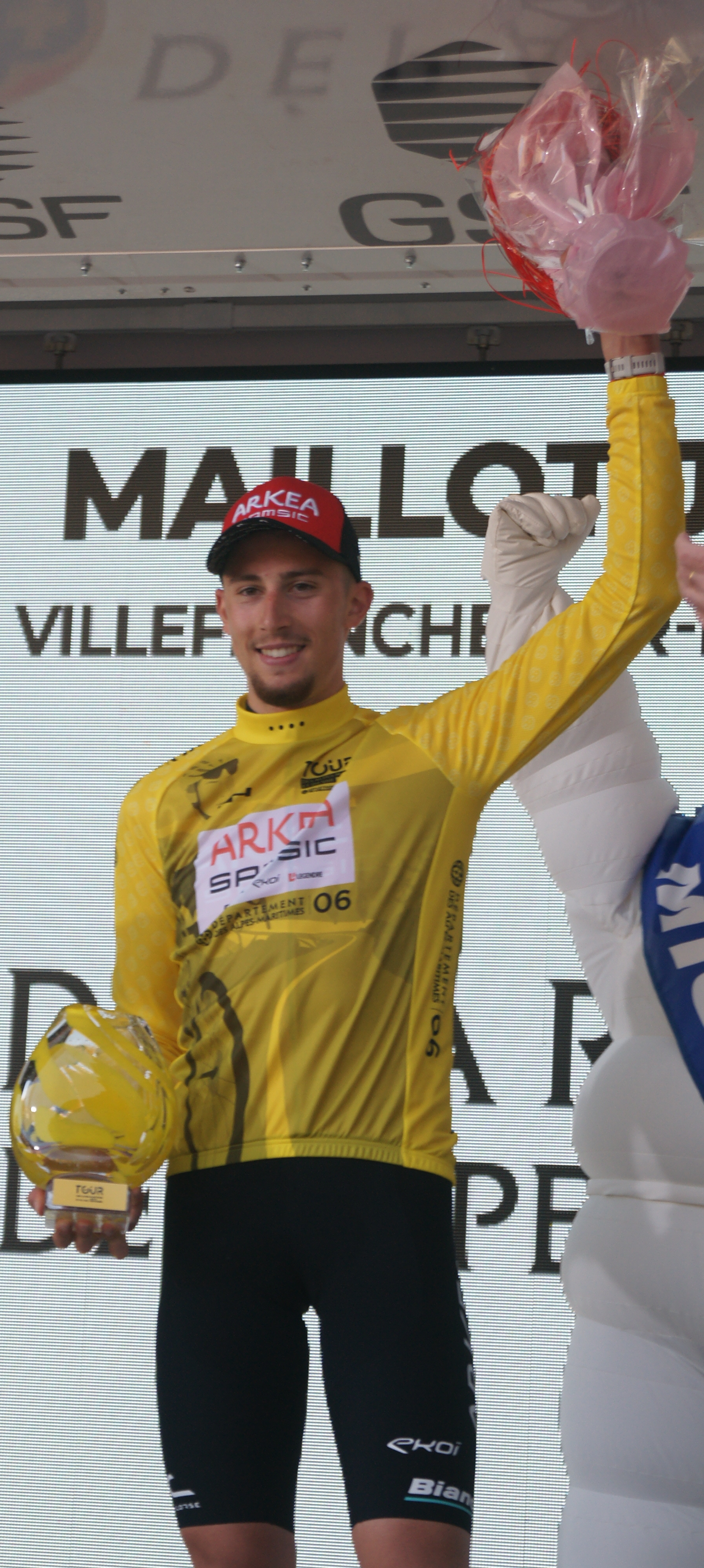
Kévin Vauquelin vainqueur du Tour des Alpes-Maritimes et du Var 2023

Cette première saison en World Tour s'avère être délicate pour l'équipe, qui termine 19e du classement UCI, avec seulement 10 victoires, mais aucune en World Tour. En juin, l'équipe annonce l'arrivée d'un nouveau partenaire à compter de la saison 2024, il s'agit du groupe hôtelier B&B Hotels. Une équipe continentale du même nom, Arkéa-B&B Hôtels Développement, est créée et fait office d'équipe réserve. En août, le sprinteur Arnaud Démare est recruté avec effet immédiat.
En 2024, Arkéa-B&B Hotels est à nouveau 19e du classement UCI, avec 9 succès. Néanmoins cette saison est historique pour l'équipe qui remporte pour la première fois une étape du Tour de France avec Kévin Vauquelin. Celui-ci se classe également deuxième de la Flèche wallonne. De son côté, Luca Mozzato termine deuxième du Tour des Flandres, décrochant le premier podium sur une classique Monument pour la formation bretonne.

## Affaires de dopage
Après l'édition 2020 du Tour de France, il est annoncé qu'une enquête sur Arkéa-Samsic est ouverte en raison de soupçon de dopage. Les procureurs ont déclaré qu'il y avait eu « découverte de nombreux produits de santé dont des médicaments (...) et surtout d'une méthode qui pourrait être qualifiée de dopage ». Les soupçons portent sur des médecins qui accompagnaient les coureurs colombiens de l'équipe Nairo Quintana, son frère Dayer et Winner Anacona,,. Le sponsor Samsic a déclaré publiquement qu'il se retirerait de l'équipe si des pratiques de dopage étaient avérées.
Nairo Quintana est disqualifié par l'Union cycliste internationale du Tour de France 2022 en raison de deux contrôles positifs au tramadol, substance non-dopante mais interdite par la fédération.

## Classements UCI
À sa création en 2005, l'équipe Bretagne-Jean Floc'h a le statut d'équipe continentale (jusqu'en 2010) puis d'équipe continentale professionnelle à partir de 2011. À ce titre, elle participe principalement à des épreuves de l'UCI Europe Tour. Les tableaux ci-dessous présentent les classements de l'équipe sur les circuits, ainsi que son meilleur coureur au classement individuel.
UCI Africa Tour
| UCI Africa Tour | UCI Africa Tour        | UCI Africa Tour                           | UCI Africa Tour |
| Année           | Classement par équipes | Meilleur coureur au classement individuel |                 |
| --------------- | ---------------------- | ----------------------------------------- | --------------- |
| 2007            | 11e                    | Stéphane Bonsergent (75e)                 |                 |
| 2008            | 8e                     | Yann Pivois (28e)                         |                 |
| 2015            | 7e                     | Yauheni Hutarovich (39e)                  |                 |
| 2016            | 6e                     | Anthony Delaplace (35e)                   |                 |
|                 |                        |                                           |                 |
| Source : UCI    |                        |                                           |                 |

UCI America Tour
| UCI America Tour | UCI America Tour       | UCI America Tour                          | UCI America Tour |
| Année            | Classement par équipes | Meilleur coureur au classement individuel |                  |
| ---------------- | ---------------------- | ----------------------------------------- | ---------------- |
| 2009             | 18e                    | Johan Le Bon (41e)                        |                  |
| 2010             | 32e                    | Johan Le Bon (248e)                       |                  |
| 2014             | 30e                    | Eduardo Sepúlveda (175e)                  |                  |
| 2015             | 12e                    | Kévin Ledanois (17e)                      |                  |
| 2016             | 17e                    | Eduardo Sepúlveda (41e)                   |                  |
| 2017             | 45e                    | Eduardo Sepúlveda (235e)                  |                  |
| 2020             | -                      | Nairo Quintana (5e)                       |                  |
| 2021             | -                      | Nairo Quintana (6e)                       |                  |
| 2022             | -                      | Nairo Quintana (7e)                       |                  |
|                  |                        |                                           |                  |
| Source : UCI     |                        |                                           |                  |

UCI Asia Tour
| UCI Asia Tour | UCI Asia Tour          | UCI Asia Tour                             | UCI Asia Tour |
| Année         | Classement par équipes | Meilleur coureur au classement individuel |               |
| ------------- | ---------------------- | ----------------------------------------- | ------------- |
| 2015          | 43e                    | Pierre-Luc Périchon (119e)                |               |
| 2016          | 51e                    | Eduardo Sepúlveda (221e)                  |               |
| 2018          | 93e                    | Sindre Lunke (518e)                       |               |
|               |                        |                                           |               |
| Source : UCI  |                        |                                           |               |

UCI Europe Tour
| UCI Europe Tour | UCI Europe Tour        | UCI Europe Tour                           | UCI Europe Tour |
| Année           | Classement par équipes | Meilleur coureur au classement individuel |                 |
| --------------- | ---------------------- | ----------------------------------------- | --------------- |
| 2005            | 13e                    | Stéphane Pétilleau (74e)                  |                 |
| 2006            | 18e                    | Cédric Hervé (36e)                        |                 |
| 2007            | 30e                    | David Le Lay (169e)                       |                 |
| 2008            | 33e                    | Cyril Gautier (50e)                       |                 |
| 2009            | 21e                    | Dimitri Champion (20e)                    |                 |
| 2010            | 11e                    | Florian Vachon (27e)                      |                 |
| 2011            | 12e                    | Laurent Pichon (21e)                      |                 |
| 2012            | 13e                    | Laurent Pichon (24e)                      |                 |
| 2013            | 19e                    | Armindo Fonseca (44e)                     |                 |
| 2014            | 10e                    | Armindo Fonseca (23e)                     |                 |
| 2015            | 3e                     | Pierrick Fédrigo (18e)                    |                 |
| 2016            | 12e                    | Daniel McLay (29e)                        |                 |
| 2017            | 5e                     | Laurent Pichon (15e)                      |                 |
| 2018            | 15e                    | Bram Welten (115e)                        |                 |
| 2019            | 9e                     | Warren Barguil (82e)                      |                 |
| 2020            | 2e                     | Warren Barguil (29e)                      |                 |
| 2021            | 2e                     | Warren Barguil (59e)                      |                 |
| 2022            | 2e                     | Hugo Hofstetter (31e)                     |                 |
| 2023            | -                      | Arnaud Démare (59e)                       |                 |
| 2024            | -                      | Luca Mozzato (53e)                        |                 |
|                 |                        |                                           |                 |
| Source : UCI    |                        |                                           |                 |

En 2016, le Classement mondial UCI qui prend en compte toutes les épreuves UCI est mis en place parallèlement à l'UCI World Tour et aux circuits continentaux. Il concerne toutes les équipes UCI.
| Classement mondial | Classement mondial     | Classement mondial                        | Classement mondial |
| Année              | Classement par équipes | Meilleur coureur au classement individuel |                    |
| ------------------ | ---------------------- | ----------------------------------------- | ------------------ |
| 2016               | -                      | Daniel McLay (109e)                       |                    |
| 2017               | -                      | Laurent Pichon (94e)                      |                    |
| 2018               | -                      | Warren Barguil (165e)                     |                    |
| 2019               | 27e                    | Warren Barguil (100e)                     |                    |
| 2020               | 14e                    | Warren Barguil (36e)                      |                    |
| 2021               | 17e                    | Nairo Quintana (64e)                      |                    |
| 2022               | 13e                    | Hugo Hofstetter (37e)                     |                    |
| 2023               | 19e                    | Arnaud Démare (76e)                       |                    |
| 2024               | 19e                    | Luca Mozzato (66e)                        |                    |
|                    |                        |                                           |                    |
| Source : UCI       |                        |                                           |                    |

## Palmarès et principaux résultats

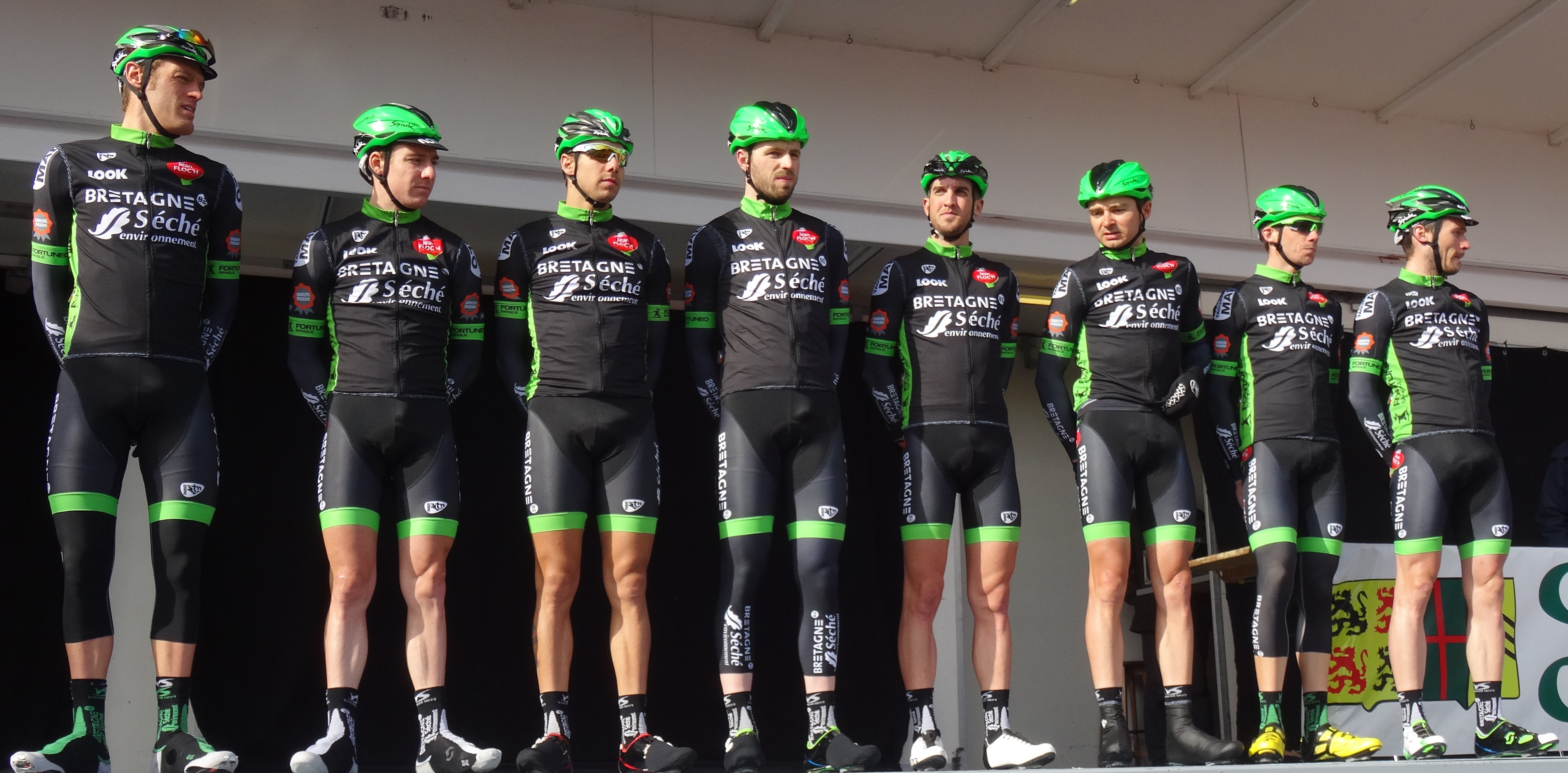
L'équipe au départ du Samyn 2015.

### Championnats internationaux
- Championnats du monde sur route : 1
  - Course en ligne espoirs : 2015 (Kévin Ledanois)

- Championnats du monde sur piste : 1
  - Scratch : 2021 (Donavan Grondin)

- Championnats d'Europe sur piste : 1
  - Omnium : 2022 (Donavan Grondin)

### Courses d'un jour
- Grand Prix de Plumelec-Morbihan : 2006 (Cédric Hervé)
- Polymultipliée Lyonnaise : 2007 (Noan Lelarge)
- Paris-Troyes : 2008 (Jean-Luc Delpech), 2012 et 2013 (Jean-Marc Bideau)
- Tour du Finistère : 2008 (David Lelay), 2009 (Dimitri Champion), 2010 (Florian Vachon)
- Trophée des Grimpeurs : 2008 (David Lelay)
- Boucles de l'Aulne : 2010 (Jean-Luc Delpech)
- Route Adélie de Vitré : 2011 (Renaud Dion), 2015 (Romain Feillu), 2017 (Laurent Pichon), 2024 (Jenthe Biermans)
- Grand Prix de Fourmies : 2011 (Guillaume Blot)
- Classic Loire Atlantique : 2012 (Florian Vachon), 2017 (Laurent Pichon), 2021 (Alan Riou)
- Val d'Ille U Classic 35 : 2012 (Eric Berthou)
- Paris-Bourges : 2012 (Florian Vachon) et 2023 (Arnaud Démare)
- Classic Sud Ardèche : 2014 (Florian Vachon), 2015 (Eduardo Sepúlveda)
- Tour du Jura (Suisse) : 2014 (Kevin Ledanois)
- Tour de Vendée : 2014 (Armindo Fonseca), 2021 (Bram Welten) et 2023 (Arnaud Démare)
- Cholet-Pays De Loire : 2015 (Pierrick Fedrigo)
- Tour du Doubs : 2015 (Eduardo Sepúlveda), 2017 (Romain Hardy)
- GP de Denain : 2016 (Daniel McLay)
- Grand Prix de la Somme : 2016 (Daniel McLay)
- Trofeo Palma : 2017 (Daniel McLay)
- Eurométropole Tour : 2017 (Daniel McLay)
- Duo normand : 2017 (Anthony Delaplace/Pierre-Luc Périchon)
- Polynormande : 2018 (Pierre-Luc Périchon)
- Grand Prix d'Isbergues : 2020 (Nacer Bouhanni)
- Paris-Chauny : 2020 (Nacer Bouhanni), 2024 (Arnaud Démare)
- Grand Prix de Lillers-Souvenir Bruno Comini : 2020 (Florian Vachon)
- Trofeo Andratx-Mirador des Colomer : 2021 (Winner Anacona)
- Tro Bro Leon : 2021 (Connor Swift), 2022 (Hugo Hofstetter)
- Tour de Castille-et-León : 2021 (Matis Louvel)
- Classic Loire-Atlantique : 2021 (Alan Riou)
- Grand Prix La Marseillaise : 2022 (Amaury Capiot)
- Roue tourangelle : 2022 (Nacer Bouhanni)
- Grand Prix Miguel Indurain : 2022 (Warren Barguil)
- Paris-Camembert : 2022 (Anthony Delaplace)
- Course des raisins : 2022 (Matis Louvel)
- Muscat Classic : 2023 (Jenthe Biermans)
- Tour du Jura (France) : 2023 (Kévin Vauquelin)
- Binche-Chimay-Binche : 2023 (Luca Mozzato)
- Bredene Koksijde Classic : 2024 (Luca Mozzato)
- Tour de Toscane : 2024 (Clément Champoussin)

### Courses par étapes

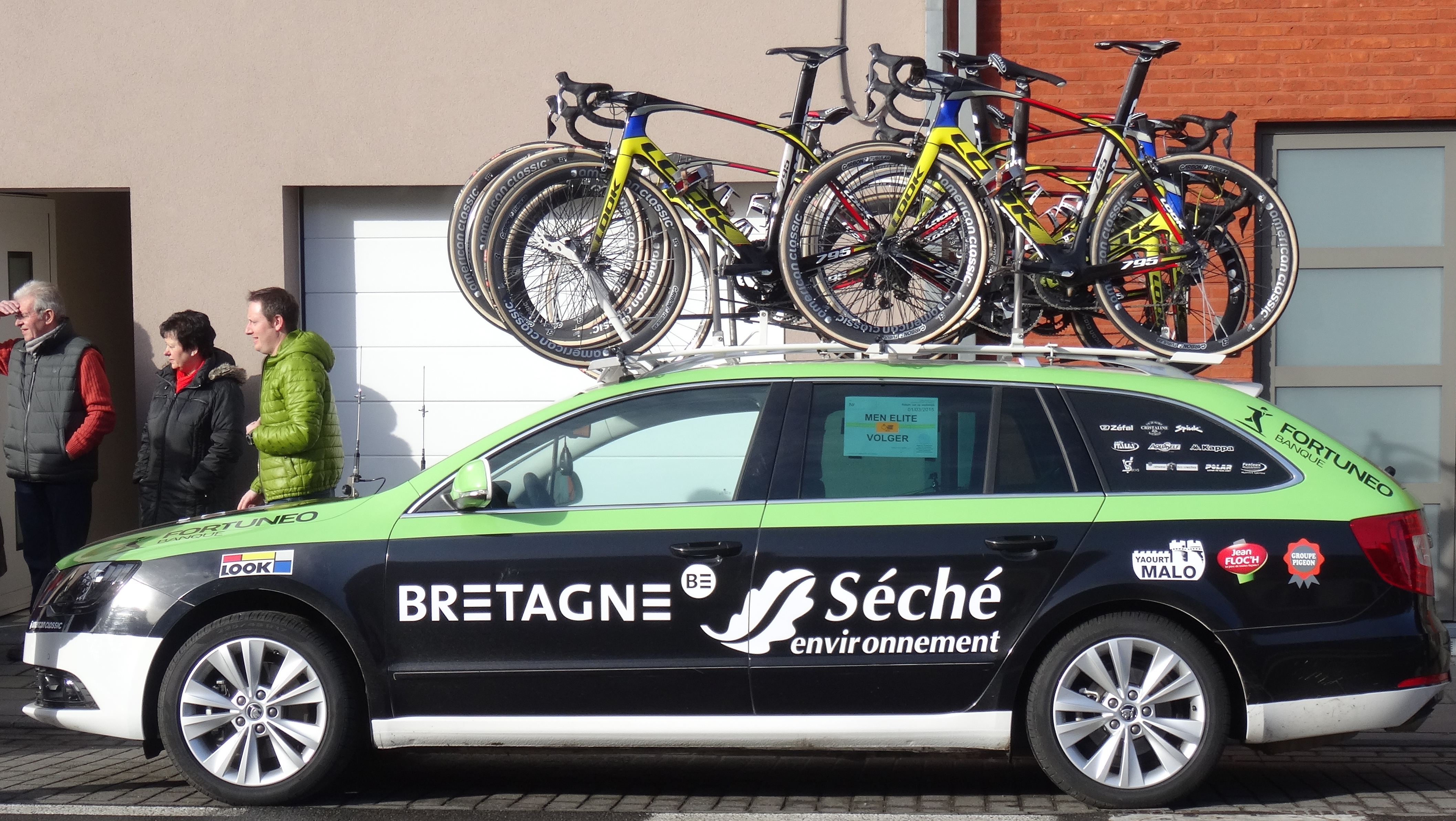
Voiture de l'équipe

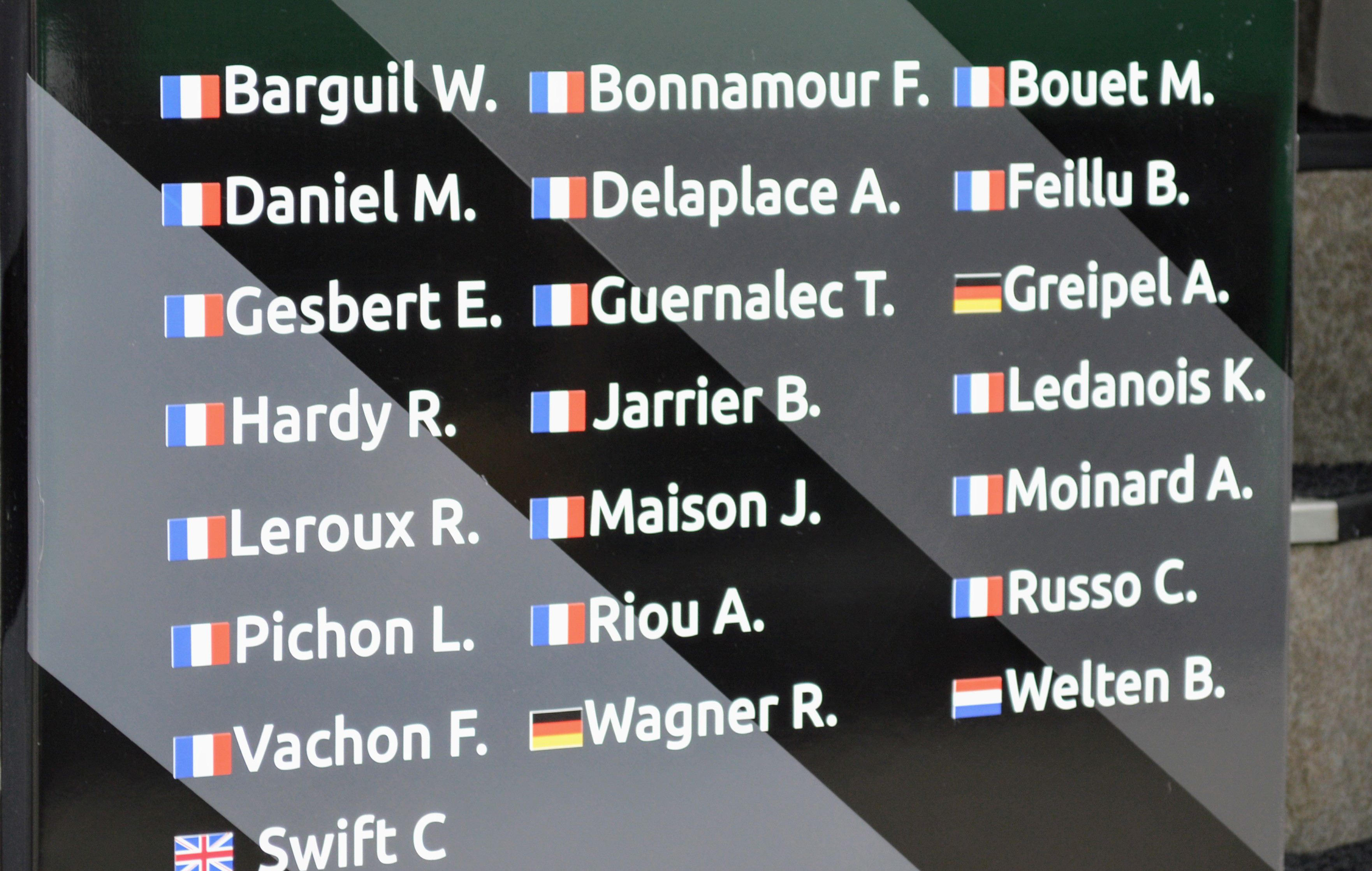
Effectif 2019 en inscription sur le bus de l'équipe

- Tour de Bretagne : 2005 (Stéphane Petilleau), 2008 (Benoît Poilvet)
- Tour de Gironde : 2005 (Charles Guilbert)
- Tour de l'Ain : 2005 (Carl Naibo)
- Tour de Normandie : 2008 (Antoine Dalibard), 2017 (Anthony Delaplace)
- Circuit des Ardennes : 2009 (Dimitri Champion)
- Kreiz Breizh Elites : 2009 (Antoine Dalibard), 2010 (Johan Le Bon), 2011 (Laurent Pichon)
- Mi-Août Bretonne : 2010 (Jean-Luc Delpech)
- Ronde de l'Oise : 2012 (Jean-Luc Delpech)
- Boucles de la Mayenne : 2012 (Laurent Pichon)
- Tour de la communauté de Madrid : 2019 (Clément Russo)
- Tour de La Provence : 2020 et 2022 (Nairo Quintana)
- Tour des Alpes-Maritimes et du Var : 2020, 2022 (Nairo Quintana) et 2023 (Kévin Vauquelin)
- Tour des Asturies : 2021 (Nairo Quintana)
- Tour du Limousin-Nouvelle-Aquitaine : 2021 (Warren Barguil)
- Tour Poitou-Charentes en Nouvelle-Aquitaine : 2021 (Connor Swift)
- Étoile de Bessèges-Tour du Gard : 2025 (Kévin Vauquelin)
- Région Pays de la Loire Tour : 2025 (Kévin Vauquelin)

### Coupe de France
- Classement général individuel : 2
  - 2017 (Laurent Pichon)
  - 2020 (Nacer Bouhanni)
- Classement du meilleur jeune : 2
  - 2010 (Florian Vachon)
  - 2014 (Armindo Fonseca)
- Classement par équipes : 5
  - 2010, 2012, 2014, 2015 et 2017

### Championnats nationaux
- Championnats de France sur route : 5
  - Course en ligne : 2009 (Dimitri Champion) et 2019 (Warren Barguil)
  - Contre-la-montre espoirs : 2011, 2012 (Johan Le Bon) et 2019 (Thibault Guernalec)
- Championnats de France de cyclo-cross : 3
  - Élites : 2016 (Francis Mourey) 2024 et 2025 (Clément Venturini)

## Bilan sur les grands tours
- Tour de France

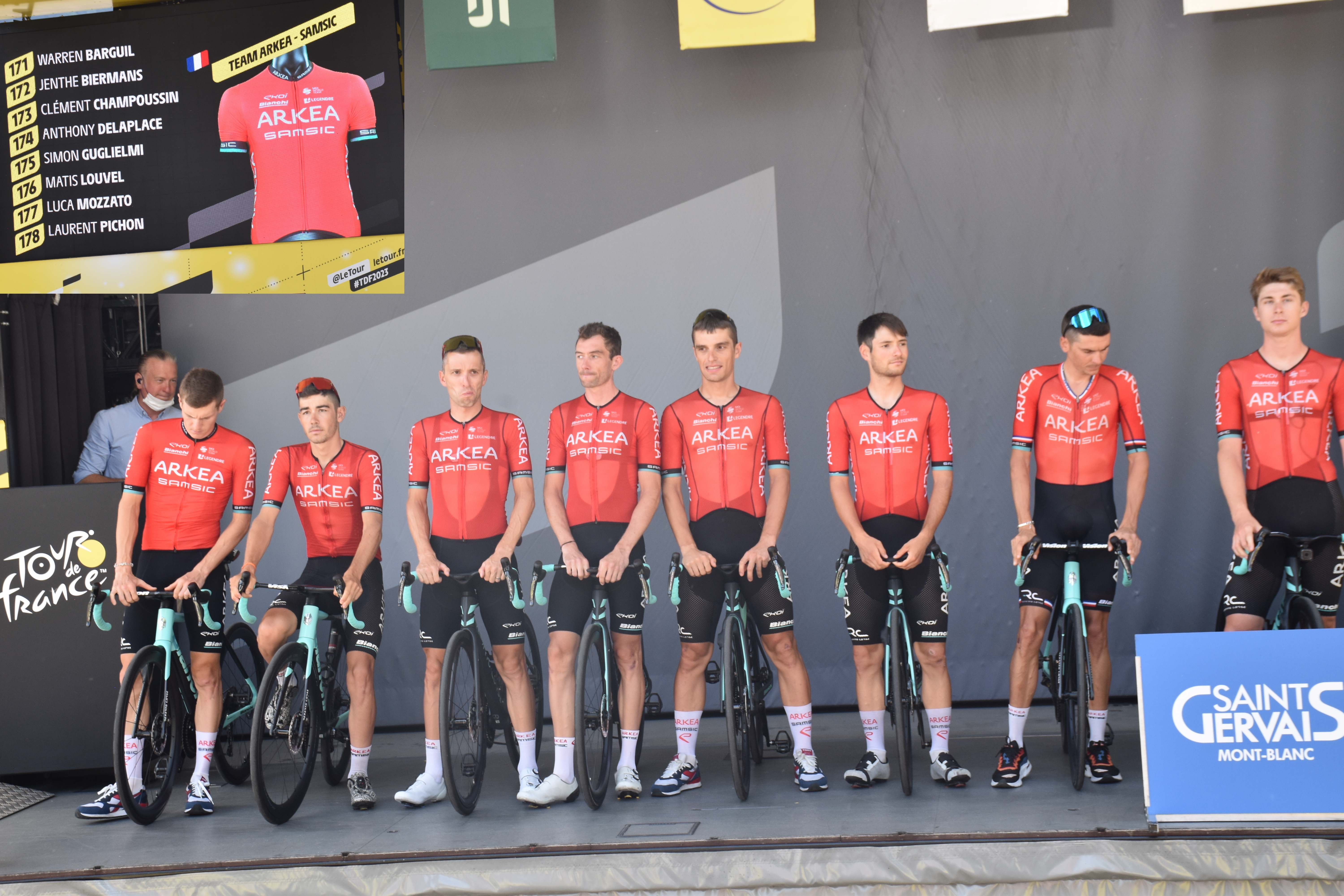
L'équipe Arkéa-Samsic au départ de la 17e étape du Tour de France 2023.

  - 12 participations (2014, 2015, 2016, 2017, 2018, 2019, 2020, 2021, 2022, 2023, 2024, 2025)
  - 1 victoire d'étape 
    - 1 en 2024 : Kévin Vauquelin

  - Meilleur classement : 7e en 2025 (Kévin Vauquelin)
  - 0 classement annexe
- Tour d'Italie
  - 3 participations (2023, 2024, 2025)
  - 0 victoire d'étape
  - Meilleur classement : 17e en 2023 (Warren Barguil)
  - 0 classement annexe
- Tour d'Espagne
  - 3 participations (2022, 2023, 2024)
  - 0 victoire d'étape
  - Meilleur classement : 13e en 2023 et 2024 (Cristian Rodríguez)
  - 0 classement annexe

## Principaux coureurs depuis les débuts
Ce tableau présente les résultats obtenus au sein de l'équipe par une sélection de coureurs qui se sont distingués soit par le rôle de leader ou de capitaine de route qui leur a été attribué pendant tout ou partie de leur passage dans l'équipe, leur longévité au sein de celle-ci, soit en remportant une course majeure pour l'équipe, soit encore par leur place dans l'histoire du cyclisme en général. La majorité des coureurs cités se distinguent par plusieurs de ces caractéristiques.
| Nom              | Naissance | Nationalité | Arrivée | Départ | Résultats                                                                                                   |
| Dimitri Champion | 1983      | France      | 2009    | 2012   | Championnat de France (2009)                                                                                |
| Nairo Quintana   | 1990      | Colombie    | 2020    | 2022   | 1 étape de Paris-Nice (2020) 4e du Tour de Catalogne (2022) 5e de Paris-Nice (2022)                         |
| Connor Swift     | 1995      | Royaume-Uni | 2019    | 2022   | 5° de la Bretagne Classic (2021)                                                                            |
| Warren Barguil   | 1991      | France      | 2018    | 2023   | Championnat de France (2019) 1 étape de Tirreno-Adriatico (2022) 4e et 5e de la Flèche Wallonne (2020,2021) |
| Nacer Bouhanni   | 1990      | France      | 2020    | 2023   | 3e de la Classic Bruges-La Panne (2022)                                                                     |
| Kévin Ledanois   | 1993      | France      | 2015    | 2024   | Championnat du monde espoirs (2015)                                                                         |
| Kévin Vauquelin  | 2001      | France      | 2022    |        | 1 étape du Tour de France (2024) 2e de la Flèche wallonne (2024, 2025)                                      |
| Luca Mozzato     | 1998      | Italie      | 2023    |        | 2e du Tour des Flandres (2024)                                                                              |
| Arnaud Démare    | 1991      | France      | 2023    |        | 4e de la Cyclassics Hamburg (2023)                                                                          |

## Arkéa-B&B Hotels en 2025
| Effectif 2025                               | Effectif 2025     | Effectif 2025 | Effectif 2025                             |
| Cycliste                                    | Date de naissance | Pays          | Équipe précédente                         |
| ------------------------------------------- | ----------------- | ------------- | ----------------------------------------- |
| Jenthe Biermans                             | 30 octobre 1995   | Belgique      | Israel-Premier Tech (2022)                |
| Amaury Capiot                               | 25 juin 1993      | Belgique      | Sport Vlaanderen-Baloise (2020)           |
| Ewen Costiou                                | 10 novembre 2002  | France        | Côtes d'Armor Cyclisme Marie Morin (2022) |
| Anthony Delaplace                           | 11 septembre 1989 | France        | Sojasun (2013)                            |
| Arnaud Démare                               | 26 août 1991      | France        | Groupama-FDJ (2023)                       |
| Raúl García Pierna                          | 23 février 2001   | Espagne       | Equipo Kern Pharma (2023)                 |
| Élie Gesbert                                | 1 juillet 1995    | France        | VC Pays de Loudéac (2016)                 |
| Donavan Grondin                             | 26 septembre 2000 | France        | Vendée U Pays de la Loire (2019)          |
| Thibault Guernalec                          | 31 juillet 1997   | France        | Pays de Dinan (2018)                      |
| Laurens Huys                                | 24 septembre 1998 | Belgique      | Intermarché-Circus-Wanty (2023)           |
| Mathis Le Berre                             | 16 avril 2001     | France        | Côtes d'Armor Cyclisme Marie Morin (2022) |
| Léandre Lozouet                             | 3 septembre 2004  | France        | Arkéa-B&B Hôtels Continentale (2024)      |
| Luca Mozzato                                | 15 février 1998   | Italie        | B&B Hotels-KTM (2022)                     |
| Michel Ries                                 | 11 mars 1998      | Luxembourg    | Trek-Segafredo (2021)                     |
| Cristian Rodríguez                          | 3 mars 1995       | Espagne       | TotalEnergies (2022)                      |
| Louis Rouland                               | 21 octobre 2002   | France        | Arkéa-B&B Hôtels Continentale (2024)      |
| Miles Scotson                               | 18 janvier 1994   | Australie     | Groupama-FDJ (2023)                       |
| Florian Sénéchal                            | 10 juillet 1993   | France        | Soudal Quick-Step (2023)                  |
| Embret Svestad-Bårdseng                     | 1 septembre 2002  | Norvège       | Arkéa-B&B Hôtels Continentale (2024)      |
| Pierre Thierry                              | 31 mai 2003       | France        | Arkéa-B&B Hôtels Continentale (2024)      |
| Martin Tjøtta                               | 27 janvier 2001   | Norvège       | Arkéa-B&B Hôtels Continentale (2024)      |
| Kévin Vauquelin                             | 26 avril 2001     | France        | VC Rouen 76 (2021)                        |
| Clément Venturini                           | 16 octobre 1993   | France        | AG2R Citroën Team (2023)                  |
| Alessandro Verre                            | 17 novembre 2001  | Italie        | Colpack-Ballan (2021)                     |
| Simon Guglielmi                             | 1 juillet 1997    | France        | Groupama-FDJ (2021)                       |
| Victor Guernalec                            | 16 mars 2000      | France        | Bourg-en-Bresse Ain Cyclisme (2024)       |
| Giosuè Epis                                 | 4 mars 2002       | Italie        | Arkéa-B&B Hôtels Continentale (2024)      |
| Camille Charret (1 août–31 déc., stagiaire) | 3 juillet 2006    | France        | VC Villefranche Beaujolais (2025)         |
|                                             |                   |               |                                           |
| Source : ProCyclingStats                    |                   |               |                                           |

Victoires
| Victoires | Victoires                                        | Victoires | Victoires | Victoires          | Victoires |
| Date      | Course                                           | Pays      | Classe    | Vainqueur          |           |
| --------- | ------------------------------------------------ | --------- | --------- | ------------------ | --------- |
| 8 fév.    | 4e étape de l'Étoile de Bessèges                 | France    | 2.1       | Kévin Vauquelin    |           |
| 9 fév.    | 5e étape de l'Étoile de Bessèges                 | France    | 2.1       | Kévin Vauquelin    |           |
| 9 fév.    | Classement général, Étoile de Bessèges           | France    | 2.1       | Kévin Vauquelin    |           |
| 9 avr.    | 2e étape, Région Pays de la Loire Tour           | France    | 2.1       | Victor Guernalec   |           |
| 11 avr.   | 4e étape, Région Pays de la Loire Tour           | France    | 2.1       | Kévin Vauquelin    |           |
| 11 avr.   | Classement général, Région Pays de la Loire Tour | France    | 2.1       | Kévin Vauquelin    |           |
| 26 mai    | Mercan'Tour Classic Alpes-Maritimes              | France    | 1.1       | Cristian Rodríguez |           |
| 18 juin   | 1re étape de La Route d'Occitanie                | France    | 2.1       | Raúl García Pierna |           |

## Saisons précédentes

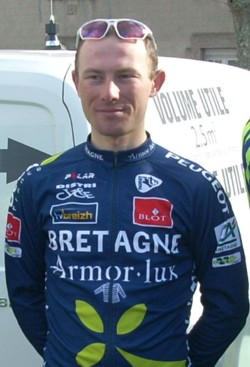
Piotr Zieliński, en 2007

- Bretagne-Séché Environnement en 2014
- Bretagne-Séché Environnement en 2015
- Fortuneo-Vital Concept en 2016
- Fortuneo-Oscaro en 2017
- Fortuneo-Samsic en 2018
- Arkéa-Samsic en 2019
- Arkéa-Samsic en 2020
- Arkéa-Samsic en 2021
- Arkéa-Samsic en 2022
- Arkéa-Samsic en 2023
- Arkéa-B&B Hotels en 2024